# Saint-Marin au Concours Eurovision de la chanson
Saint-Marin participe au Concours Eurovision de la chanson, depuis sa cinquante-troisième édition, en 2008, et ne l’a encore jamais remporté.

## Participation
Saint-Marin participe depuis 2008 et a manqué deux éditions du concours : en 2009 et 2010. Le pays dut alors se retirer pour des motifs financiers.
Depuis ses débuts, Saint-Marin a participé à quatre finales du concours, en 2014, 2019, 2021 et 2025.
En 2018, Saint-Marin décide d'introduire un nouveau mode de sélection pour trouver son représentant. La sélection du représentant Saint-Marinais au Concours Eurovision de la Chanson 2018 s'est fait par le biais d'une finale nationale en ligne.

## Résultats
Saint-Marin n'a encore jamais remporté le concours. 
Le meilleur résultat du pays demeure la dix-neuvième place en finale de Serhat, en 2019. A contrario, Saint-Marin a terminé à une reprise à la dernière place en finale (en 2025) et à trois reprises en demi-finale (en 2008, en 2017 et en 2023), et a obtenu un nul point en 2023,.
Saint-Marin fait partie des huit pays participants à avoir terminé à la dernière place lors de leurs débuts, avec l'Autriche  (en 1957), Monaco (en 1959), le Portugal (en 1964), Malte (en 1971), la Turquie (en 1975), la Lituanie (en 1994) et la Tchéquie (en 2007).

## Pays hôte
Saint-Marin n'a encore jamais organisé le concours.

## Faits notables
Pendant trois années consécutives, Saint-Marin est représenté par la même chanteuse, Valentina Monetta qui est revenue ensuite en 2017 en duo avec le chanteur Jimmie Wilson.
La première qualification en finale de Saint-Marin a lieu en 2014, grâce à Valentina Monetta et sa chanson Maybe.
La seconde qualification en finale de Saint-Marin a lieu en 2019, grâce à Serhat et sa chanson Say Na Na Na.

## Représentants
| Édition                  | Année | Artiste(s)                         | Chanson                 | Langue(s) | Traduction française        | Finale                                                 | Finale                                                 | Demi-finale                                            | Demi-finale                                            |
| Édition                  | Année | Artiste(s)                         | Chanson                 | Langue(s) | Traduction française        | Place                                                  | Points                                                 | Place                                                  | Points                                                 |
| ------------------------ | ----- | ---------------------------------- | ----------------------- | --------- | --------------------------- | ------------------------------------------------------ | ------------------------------------------------------ | ------------------------------------------------------ | ------------------------------------------------------ |
| 53e                      | 2008  | Miodio                             | Complice                | Italien   | Complices                   |                                                        |                                                        | 19                                                     | 05                                                     |
| Retrait en 2009 et 2010. |       |                                    |                         |           |                             |                                                        |                                                        |                                                        |                                                        |
| 56e                      | 2011  | Senhit                             | Stand By                | Anglais   | Je veillerai                |                                                        |                                                        | 16                                                     | 34                                                     |
| 57e                      | 2012  | Valentina Monetta                  | The Social Network Song | Anglais   | La chanson du réseau social |                                                        |                                                        | 14                                                     | 31                                                     |
| 58e                      | 2013  | Valentina Monetta                  | Crisalide (Vola)        | Italien   | Chrysalide (Vole)           |                                                        |                                                        | 11                                                     | 47                                                     |
| 59e                      | 2014  | Valentina Monetta                  | Maybe                   | Anglais   | Peut-être                   | 24                                                     | 14                                                     | 10                                                     | 40                                                     |
| 60e                      | 2015  | Michele Perniola & Anita Simoncini | Chain of Lights         | Anglais   | Chaîne de lumières          |                                                        |                                                        | 16                                                     | 11                                                     |
| 61e                      | 2016  | Serhat                             | I Didn't Know           | Anglais   | Je ne savais pas            |                                                        |                                                        | 12                                                     | 68                                                     |
| 62e                      | 2017  | Valentina Monetta et Jimmie Wilson | Spirit of the Night     | Anglais   | Esprit de la nuit           |                                                        |                                                        | 18                                                     | 01                                                     |
| 63e                      | 2018  | Jessika feat. Jennifer Brening     | Who We Are              | Anglais   | Qui nous sommes             |                                                        |                                                        | 17                                                     | 28                                                     |
| 64e                      | 2019  | Serhat                             | Say Na Na Na            | Anglais   | Dis Na Na Na                | 19                                                     | 77                                                     | 08                                                     | 150                                                    |
| 65e                      | 2020  | Senhit                             | Freaky!                 | Anglais   | Bizarre !                   | Concours annulé à la suite de la pandémie de COVID-19. | Concours annulé à la suite de la pandémie de COVID-19. | Concours annulé à la suite de la pandémie de COVID-19. | Concours annulé à la suite de la pandémie de COVID-19. |
| 65e                      | 2021  | Senhit feat. Flo Rida              | Adrenalina              | Anglais   | Adrénaline                  | 22                                                     | 50                                                     | 09                                                     | 118                                                    |
| 66e                      | 2022  | Achille Lauro                      | Stripper                | Italien   | Strip-teaseur               |                                                        |                                                        | 14                                                     | 50                                                     |
| 67e                      | 2023  | Piqued Jacks                       | Like an Animal          | Anglais   | Comme un animal             |                                                        |                                                        | 16                                                     | 0                                                      |
| 68e                      | 2024  | MEGARA                             | 11:11                   | Espagnol  | -                           |                                                        |                                                        | 14                                                     | 16                                                     |
| 69e                      | 2025  | Gabry Ponte                        | Tutta l'Italia          | Italien   | Toute l'Italie              | 26                                                     | 27                                                     | 10                                                     | 46                                                     |

- Première place
- Deuxième place
- Troisième place
- Dernière place

 Qualification automatique en finale
 Élimination en demi-finale

## Galerie

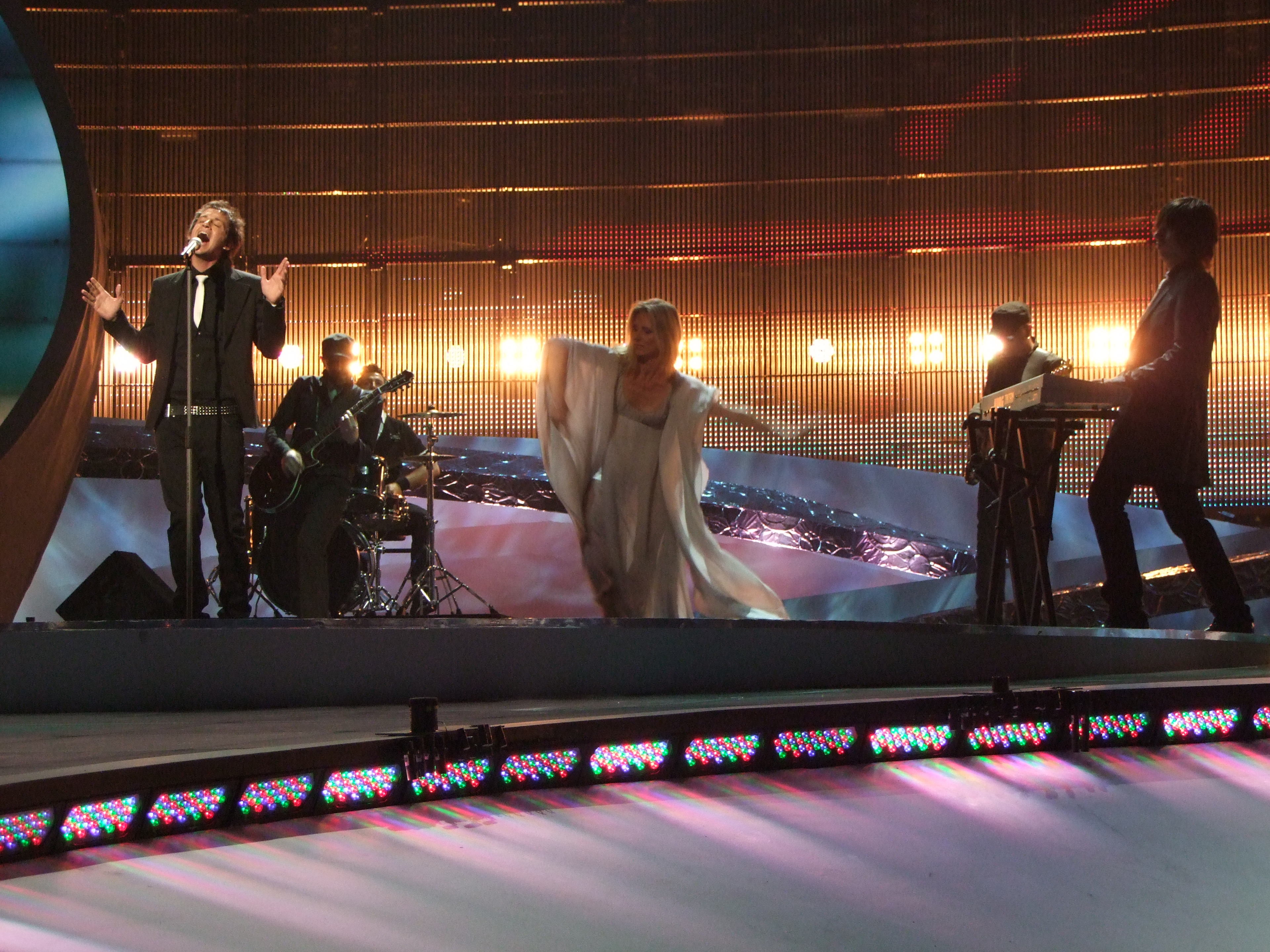
Miodio à Belgrade (2008)
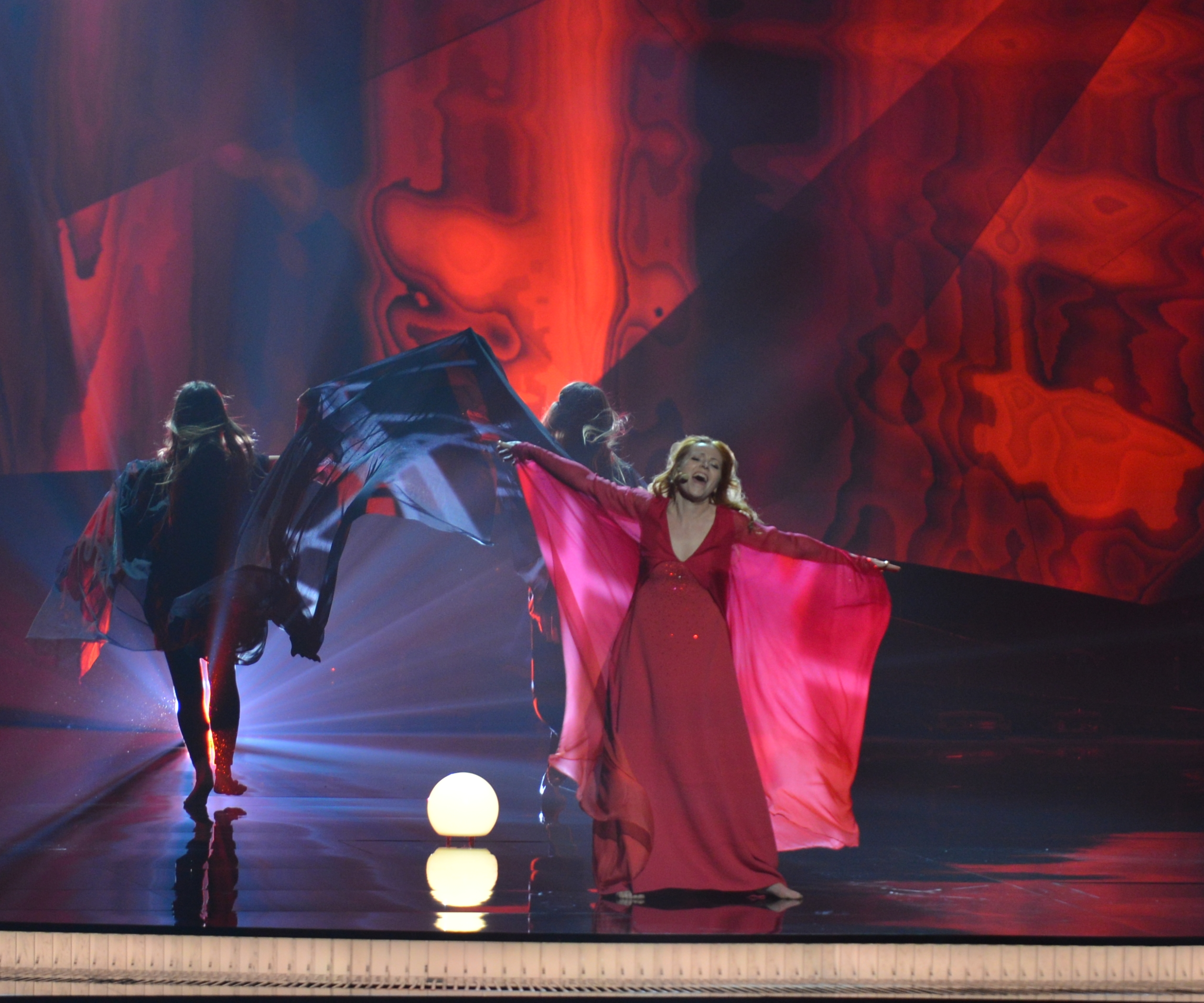
Valentina Monetta à Malmö (2013)
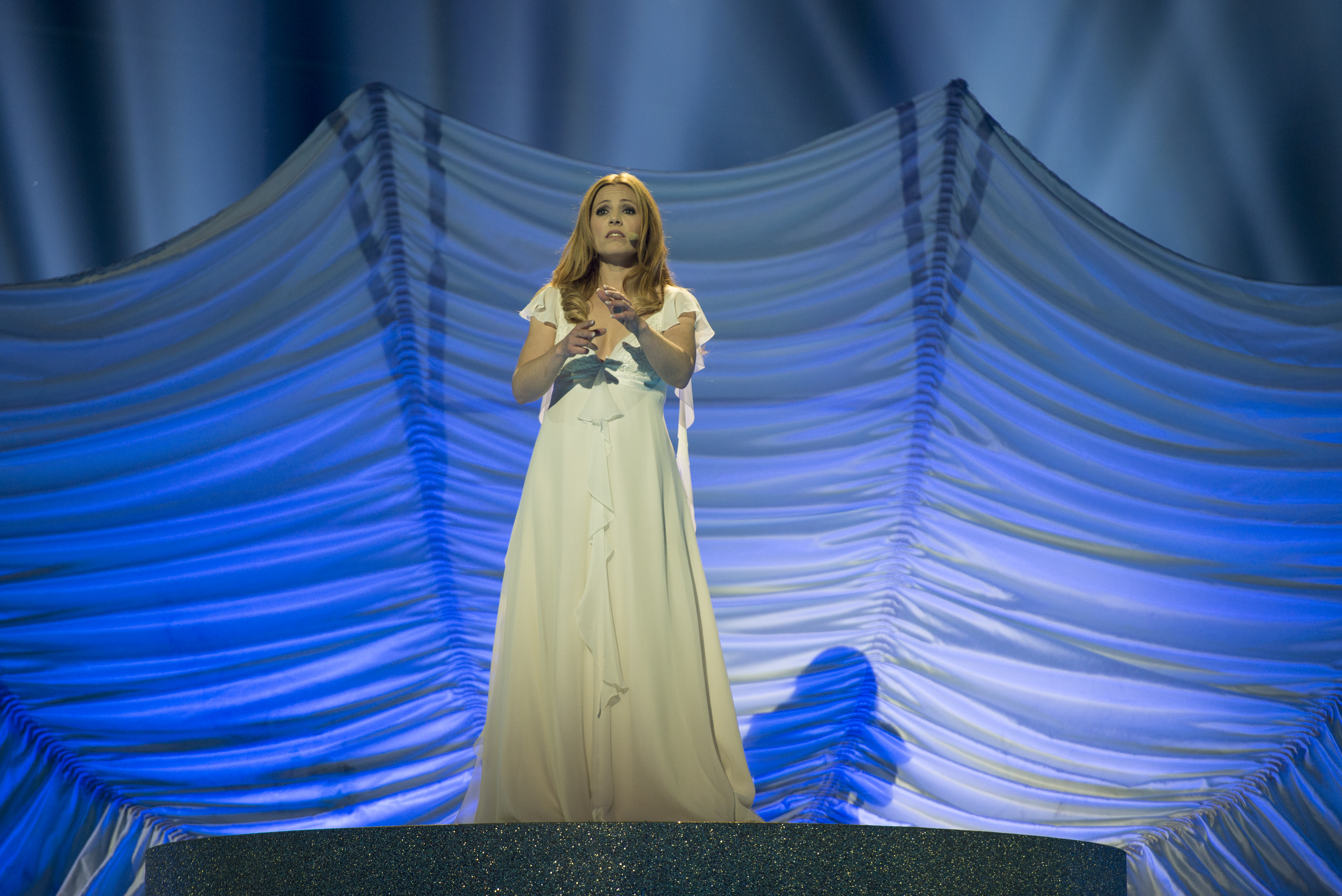
Valentina Monetta à Copenhague (2014)
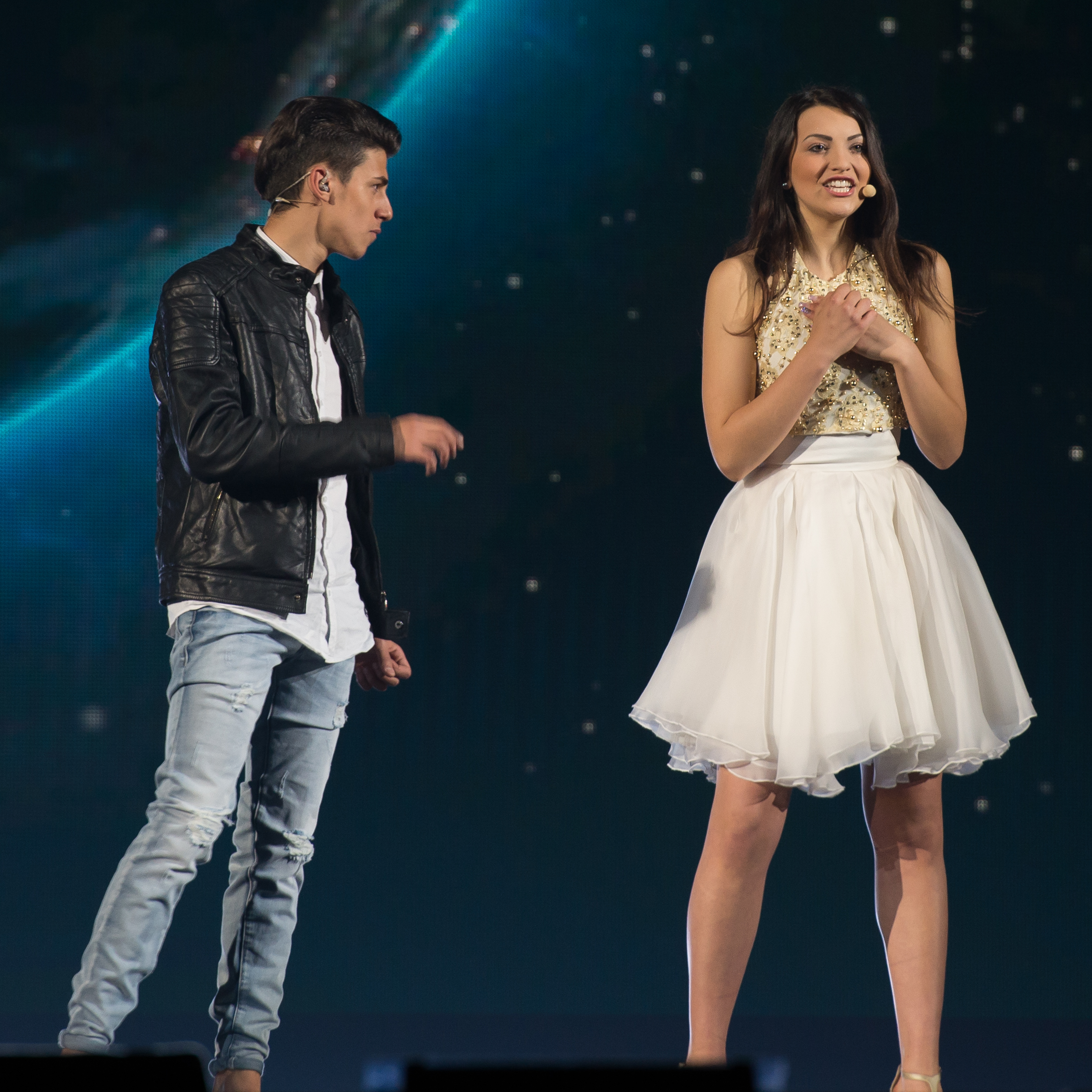
Michele Perniola & Anita Simoncini à Vienne (2015)
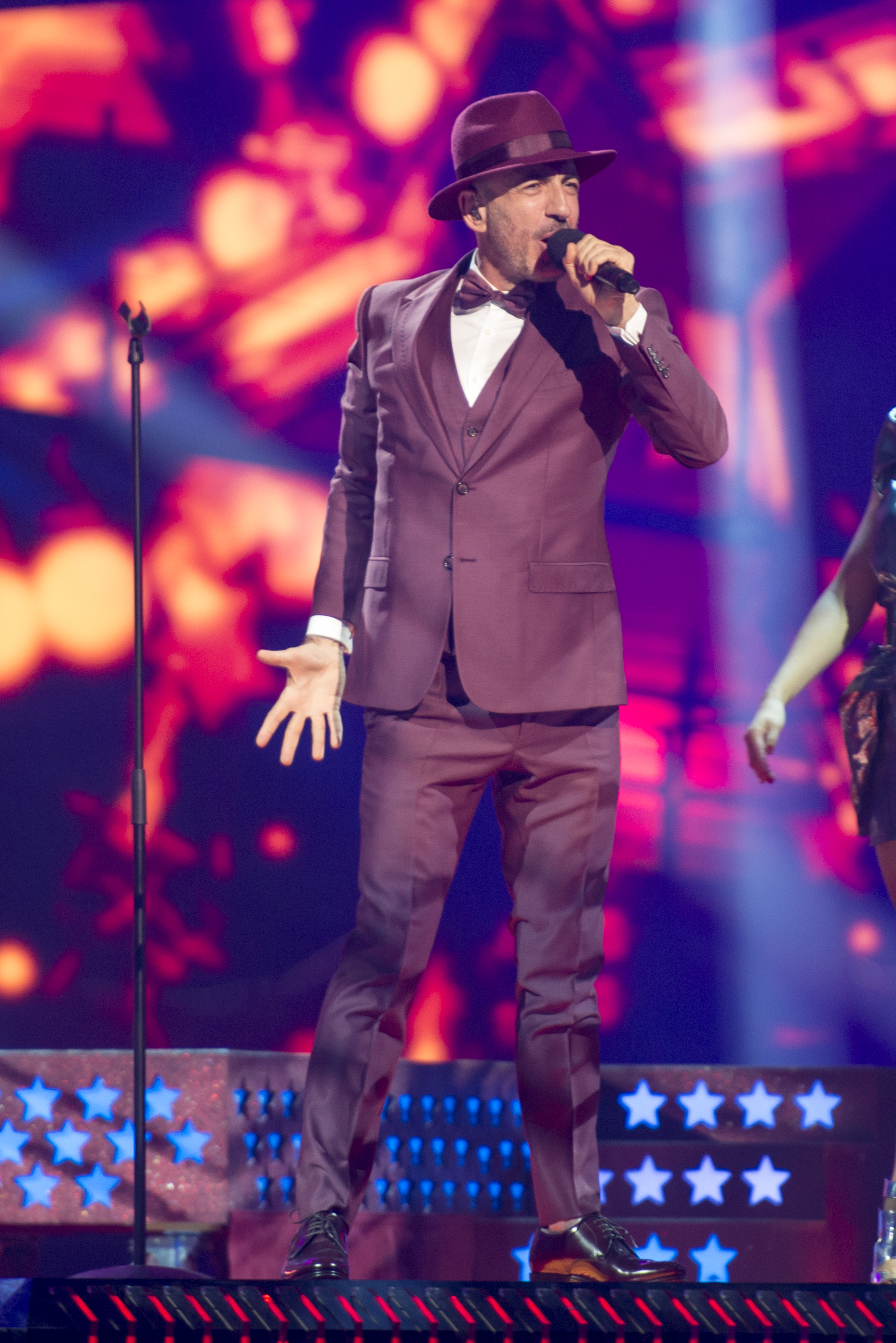
Serhat à Stockholm (2016)
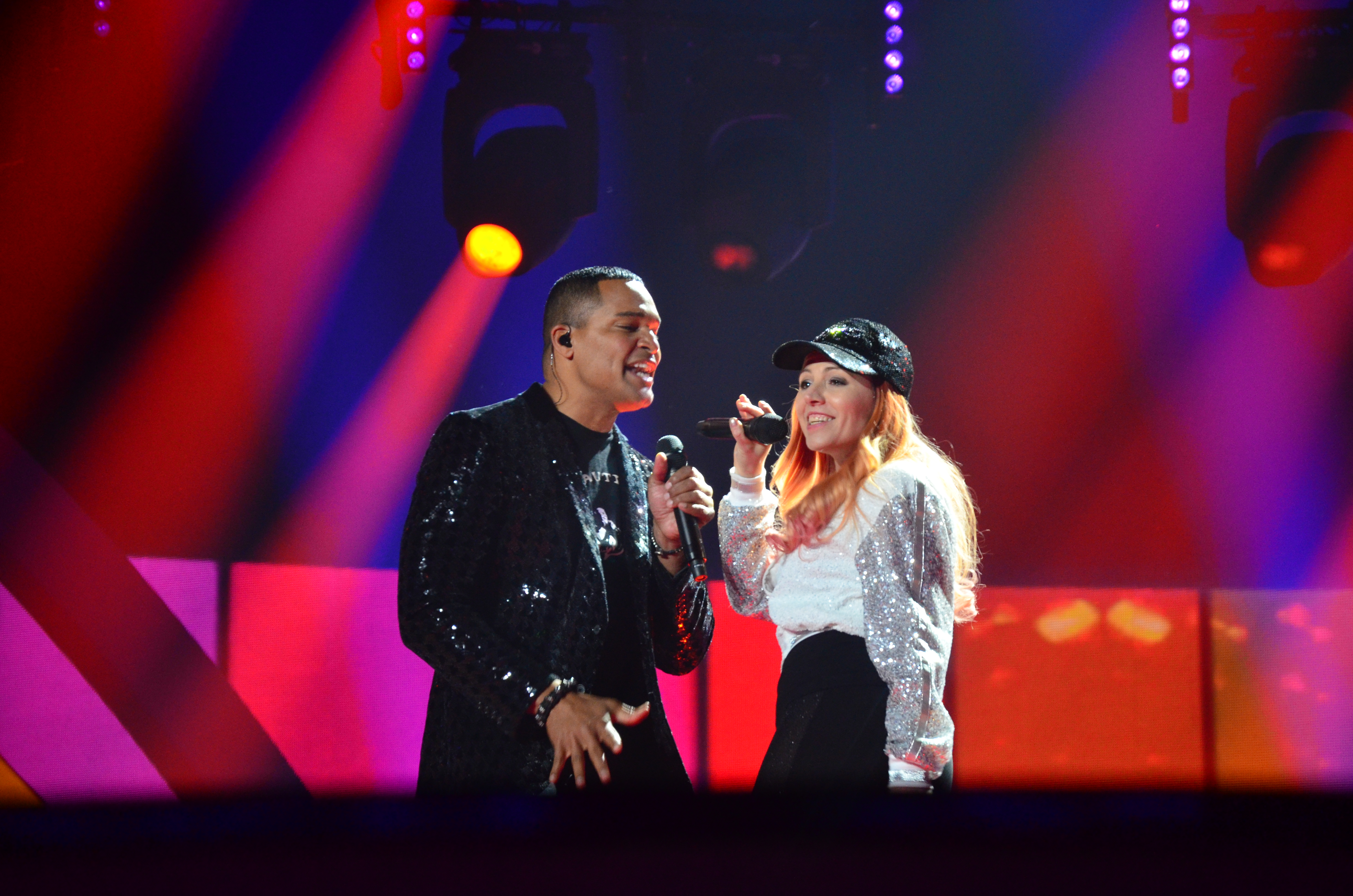
Valentina Monetta & Jimmie Wilson à Kiev (2017)
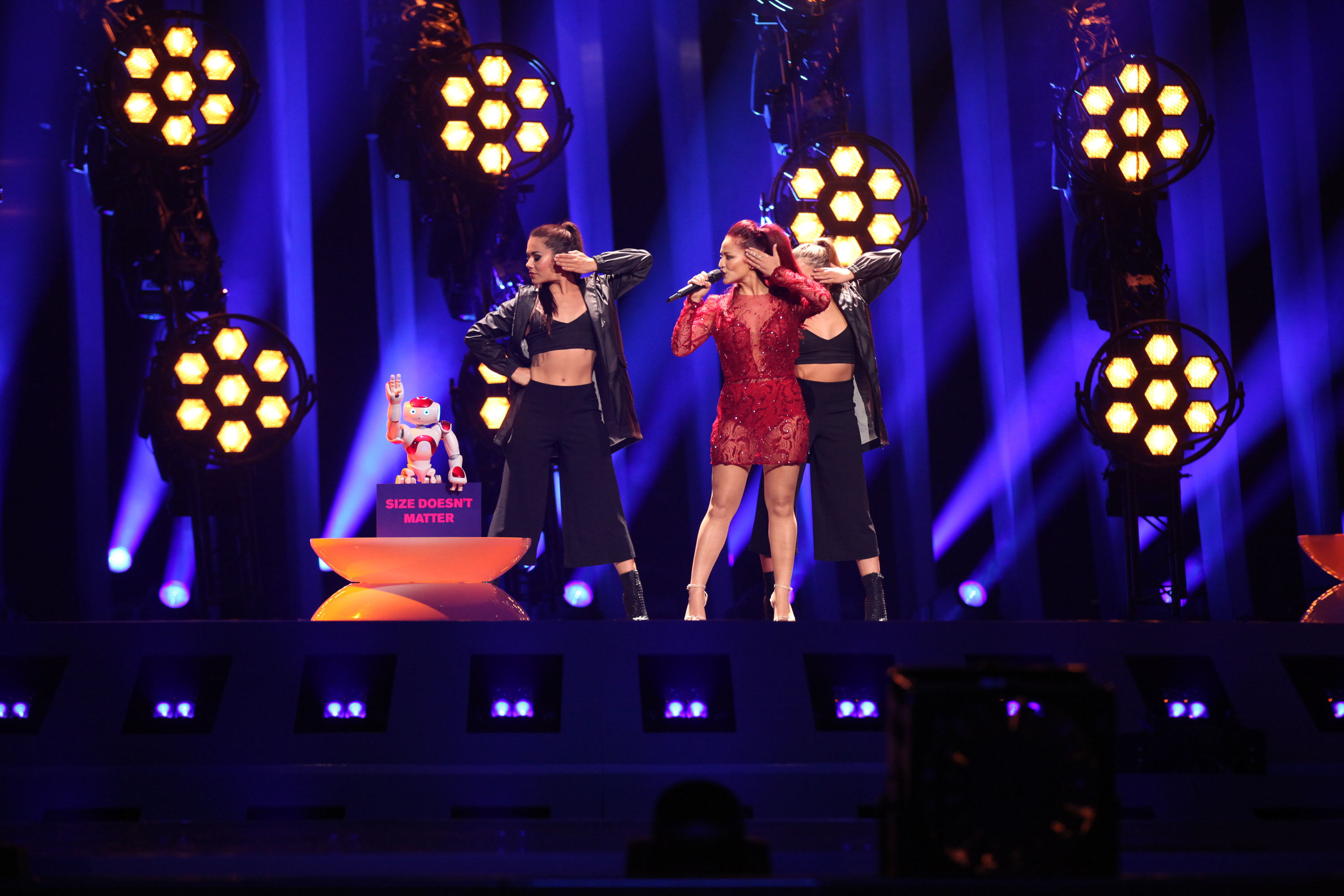
Jessika à Lisbonne (2018)
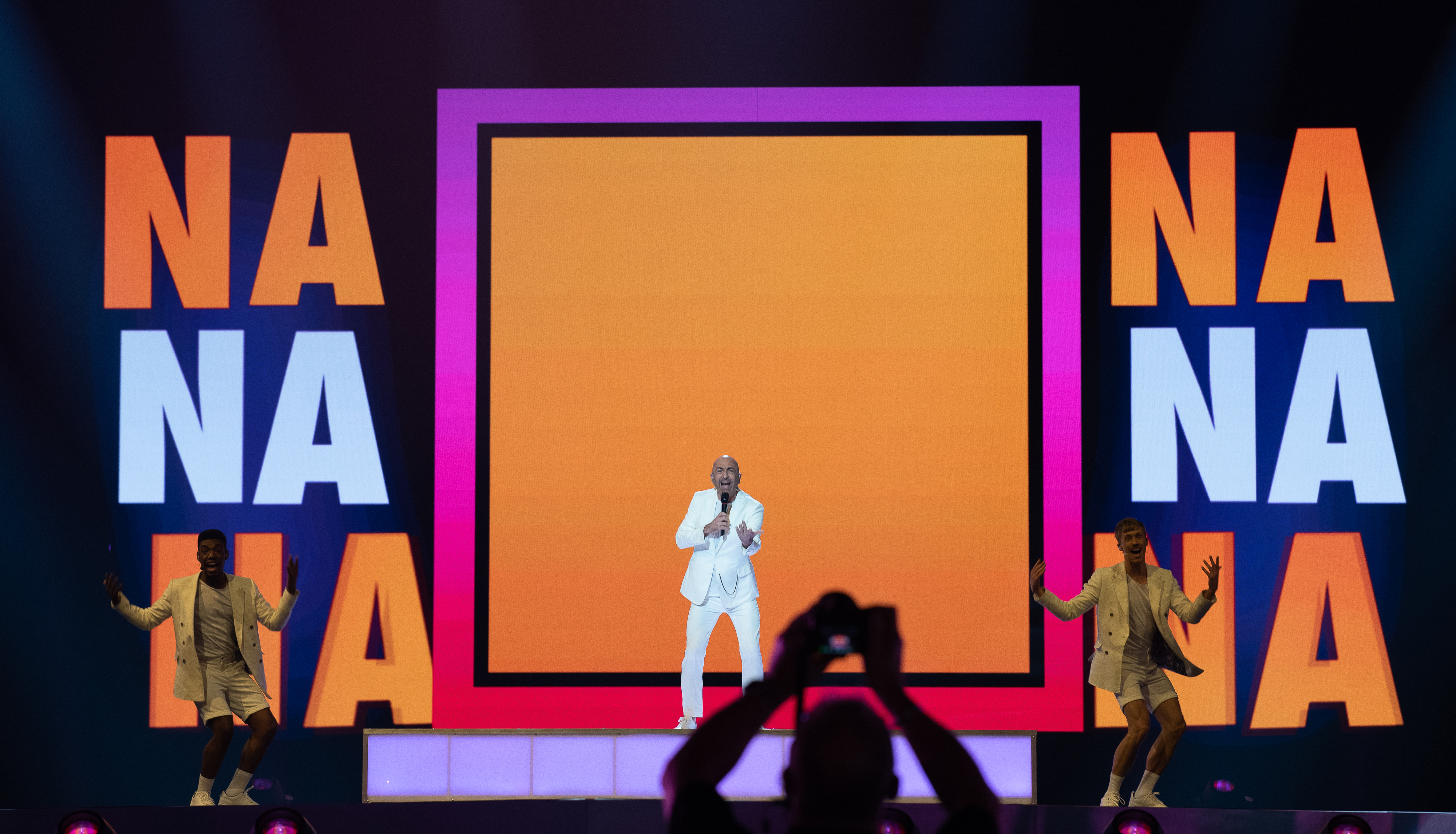
Serhat à Tel Aviv (2019)
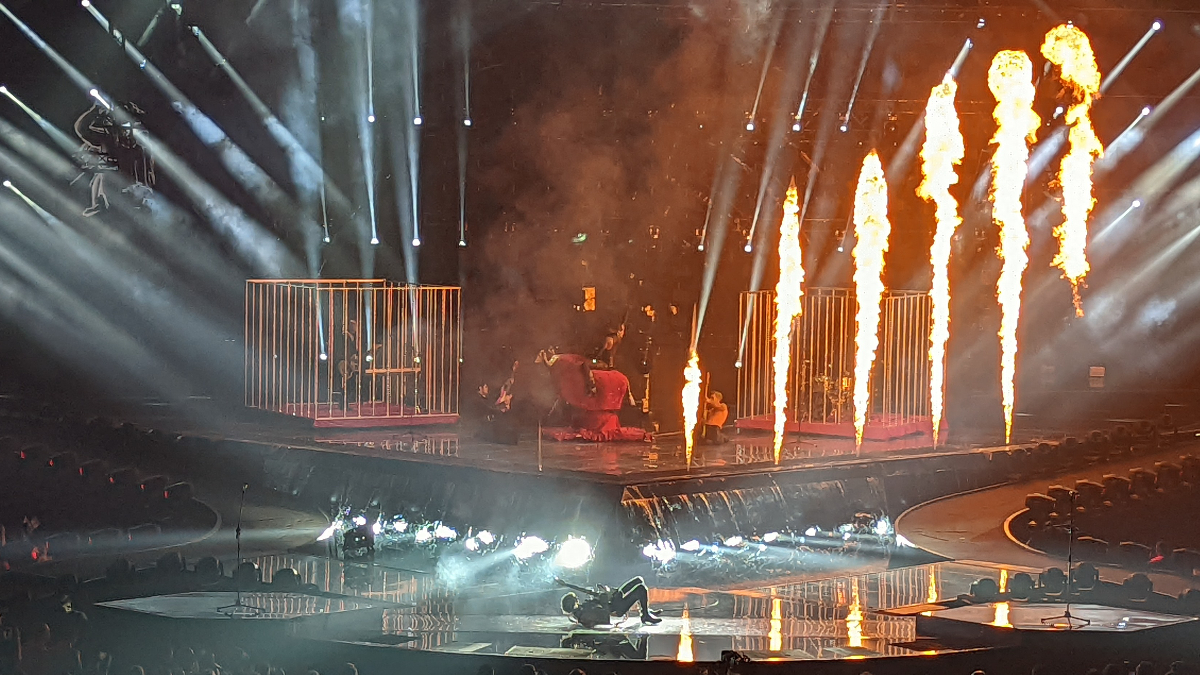
Achille Lauro à Turin (2022)
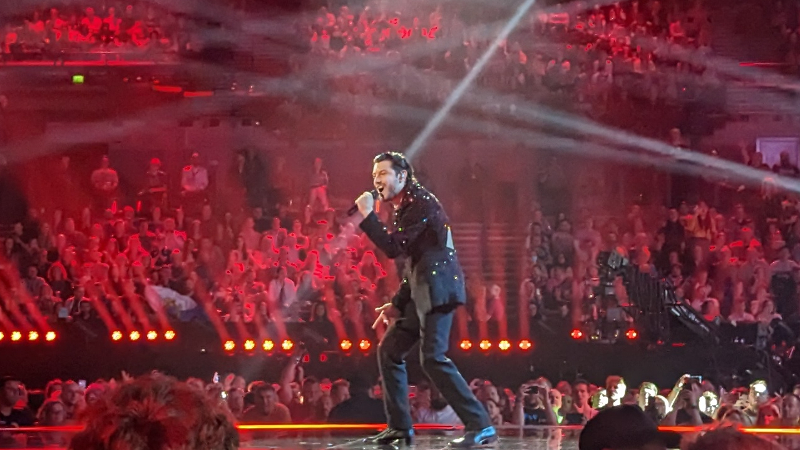
Piqued Jacks à Liverpool (2023)
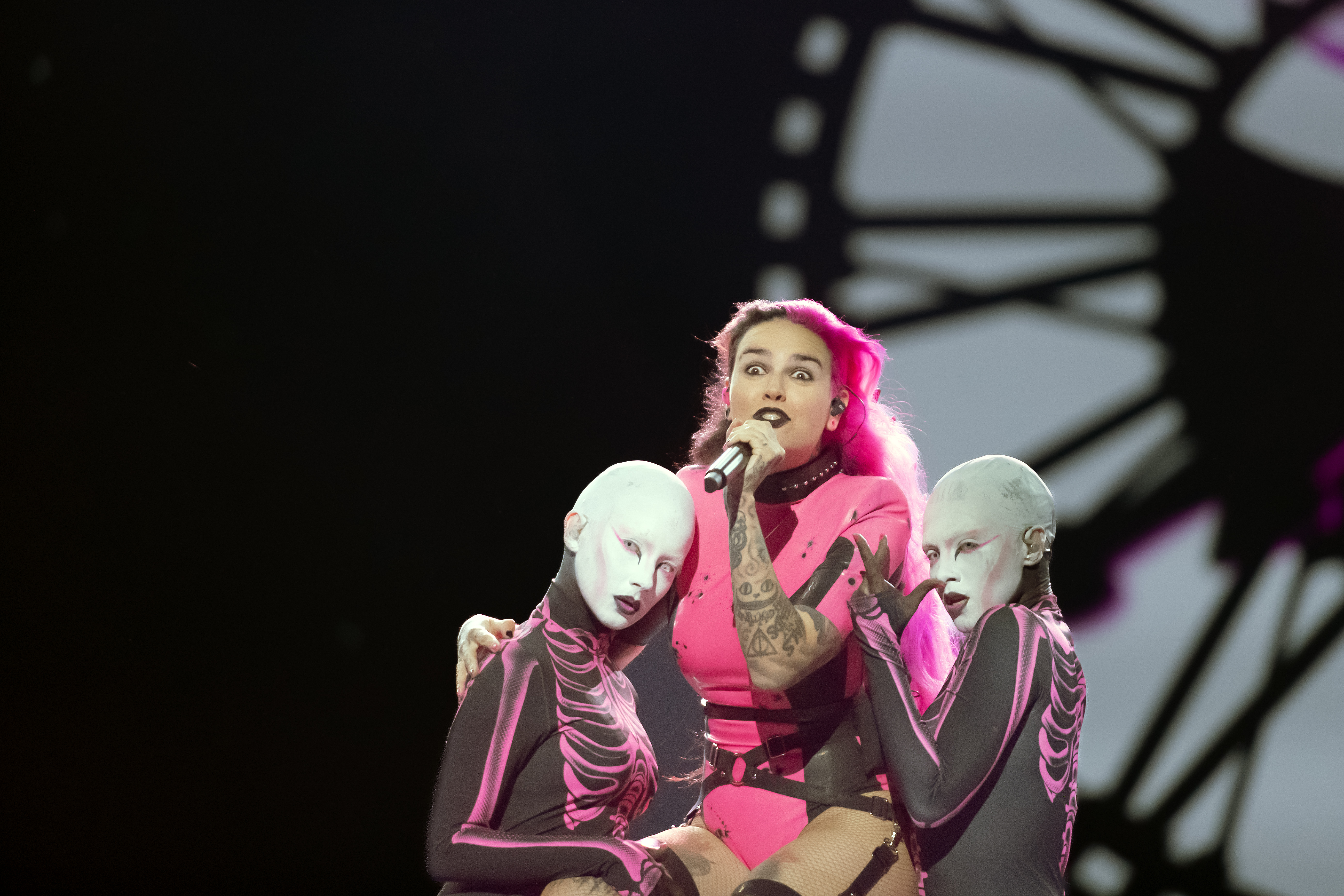
Megara à Malmö (2024)
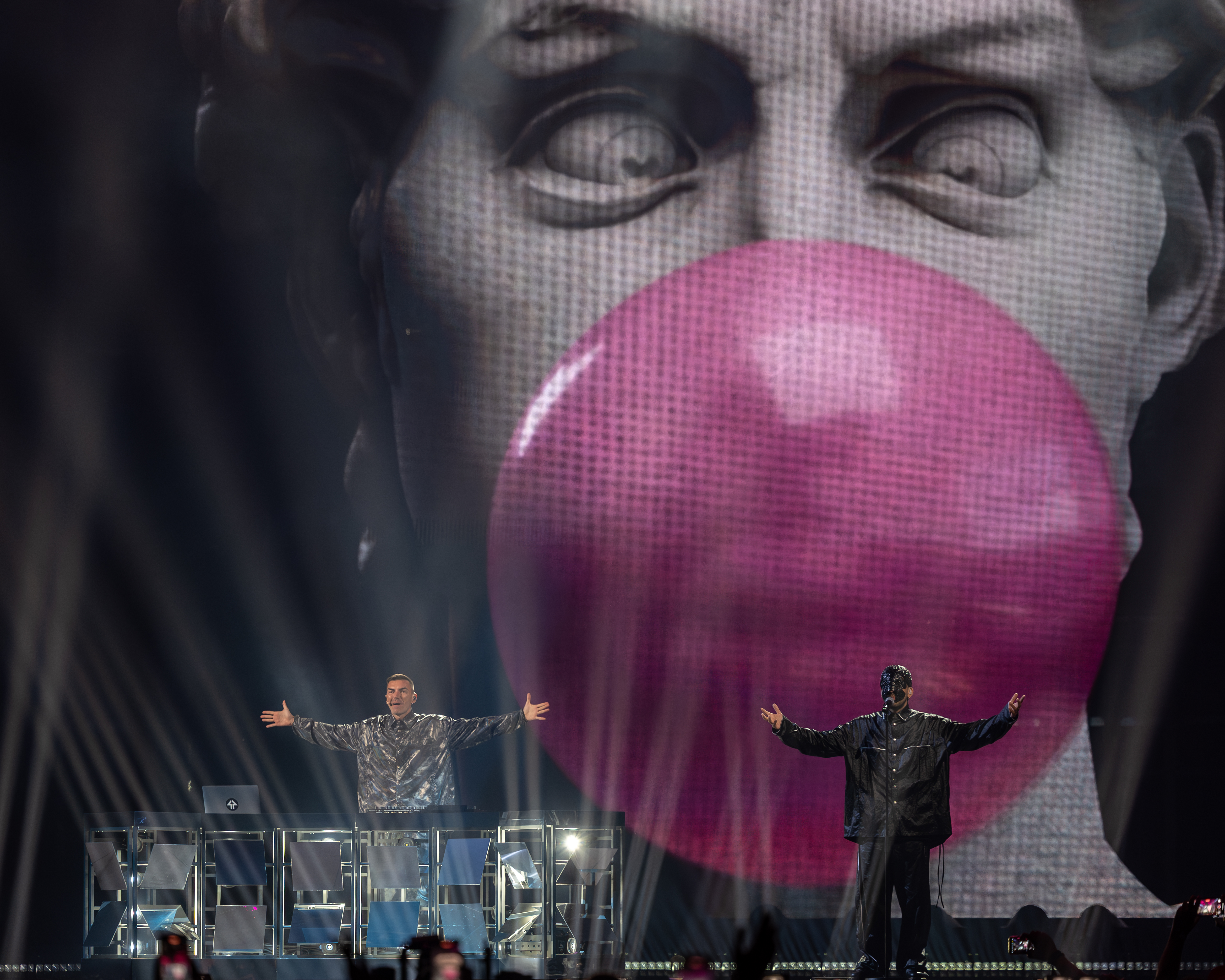
Gabry Ponte à Bâle (2025)

## Commentateurs et porte-paroles
| Année      | Commentateur(s)                                      | Porte-parole                                         |
| ---------- | ---------------------------------------------------- | ---------------------------------------------------- |
| 2008       | Lia Fiorio & Gigi Restivo                            | Roberto Moretti                                      |
| 2009, 2010 | retrait                                              | retrait                                              |
| 2011       | Lia Fiorio & Gigi Restivo                            | Nicola Della Valle                                   |
| 2012       | Lia Fiorio & Gigi Restivo                            | Monica Fabbri                                        |
| 2013       | Lia Fiorio & Gigi Restivo                            | John Kennedy O'Connor                                |
| 2014       | Lia Fiorio & Gigi Restivo                            | Michele Perniola                                     |
| 2015       | Lia Fiorio & Gigi Restivo                            | Valentina Monetta                                    |
| 2016       | Lia Fiorio & Gigi Restivo                            | Irol MC                                              |
| 2017       | Lia Fiorio & Gigi Restivo                            | Lia Fiorio & Gigi Restivo                            |
| 2018       | Lia Fiorio & Gigi Restivo                            | John Kennedy O'Connor                                |
| 2019       | Lia Fiorio & Gigi Restivo                            | Monica Fabbri                                        |
| 2020       | Concours annulé en raison de la pandémie de COVID-19 | Concours annulé en raison de la pandémie de COVID-19 |
| 2021       | Lia Fiorio & Gigi Restivo                            | Monica Fabbri                                        |

## Historique de vote
Depuis 2008, Saint-Marin a attribué en finale le plus de points à :
| Rang | Pays        | Points |
| ---- | ----------- | ------ |
| 1    | Italie      | 165    |
| 2    | Grèce       | 101    |
| 3    | Ukraine     | 72     |
| 4    | Israël      | 69     |
| 5    | Suède       | 62     |
| 6    | Russie      | 50     |
| 7    | Azerbaïdjan | 49     |
| 8    | Royaume-Uni | 47     |
| 9    | Moldavie    | 46     |
| 10   | France      | 45     |

Depuis 2008, Saint-Marin a reçu en finale le plus de points de la part de :
| Rang | Pays              | Points |
| ---- | ----------------- | ------ |
| 1    | Albanie           | 23     |
| 2    | Italie            | 21     |
| 3    | Géorgie           | 17     |
| 4    | Azerbaïdjan       | 16     |
| 5    | Grèce             | 13     |
| 6    | Pologne           | 12     |
| 7    | Hongrie           | 10     |
| 8    | Moldavie          | 9      |
| 9    | Monténégro        | 8      |
| 9    | Macédoine du Nord | 8      |

### Douze points
Légende
 Vainqueur - Saint-Marin a donné 12 points à la chanson victorieuse / Saint-Marin a reçu 12 points et a gagné le concours.
 2e place - Saint-Marin a donné 12 points à la chanson arrivée à la seconde place / Saint-Marin a reçu 12 points et a terminé deuxième.
 3e place - Saint-Marin a donné 12 points à la chanson arrivée à la troisième place / Saint-Marin a reçu 12 points et a terminé troisième.
 Qualifiée - Saint-Marin a donné 12 points à une chanson parvenue à se qualifier pour la finale / Saint-Marin a reçu 12 points et s'est qualifiée pour la finale
 Non-qualifiée - Saint-Marin a donné 12 points à une chanson éliminée durant les demi-finales / Saint-Marin a reçu 12 points mais n'est pas parvenue à se qualifier pour la finale.
| Année         | Attribués   | Attribués   | Reçus         | Reçus                    |
| Année         | Finale      | Demi-Finale | Finale        | Demi-Finale              |
| 2008          | Grèce       | Grèce       | Non qualifiée | Aucun                    |
| 2011          | Italie      | Malte       | Non qualifiée | Aucun                    |
| 2012          | Albanie     | Irlande     | Non qualifiée | Aucun                    |
| 2013          | Grèce       | Grèce       | Non qualifiée | Aucun                    |
| 2014          | Azerbaïdjan | Pays-Bas    | Aucun         | Aucun                    |
| 2015          | Lettonie    | Suède       | Non qualifiée | Aucun                    |
| 2016 Jury     | Ukraine     | Pays-Bas    | Non qualifiée | Aucun                    |
| 2016 Télévote | Russie      |             | Non qualifiée | Aucun                    |
| 2017 Jury     | Portugal    | Pays-Bas    | Non qualifiée | Aucun                    |
| 2017 Télévote | Bulgarie    | Bulgarie    | Non qualifiée | Aucun                    |
| 2018 Jury     | Israël      | Suède       | Non qualifiée | Aucun                    |
| 2018 Télévote | Israël      | Danemark    | Non qualifiée | Malte                    |
| 2019 Jury     | Italie      | Grèce       | Aucun         | Aucun                    |
| 2019 Télévote | Russie      | Grèce       | Aucun         | Géorgie Hongrie Tchéquie |
| 2021 Jury     | France      | Pologne     | Pologne       | Aucun                    |
| 2021 Télévote | Italie      | Moldavie    | Aucun         | Géorgie                  |
| 2022 Jury     | Espagne     | Suède       | Non qualifiée | Belgique                 |
| 2022 Télévote | Ukraine     | Serbie      | Non qualifiée | Aucun                    |
| 2023 Jury     | Italie      | Pas de jury | Non qualifiée | Pas de jury              |
| 2023 Télévote | Finlande    | Lituanie    | Non qualifiée | Aucun                    |
| 2024 Jury     | Suisse      | Pas de jury | Non qualifiée | Pas de jury              |
| 2024 Télévote | Israël      | Suisse      | Non qualifiée | Aucun                    |
| 2025 Jury     | Italie      | Pas de jury | Aucun         | Pas de jury              |
| 2025 Télévote | Grèce       | Belgique    | Italie        | Italie                   |